# Philippe Wolfers

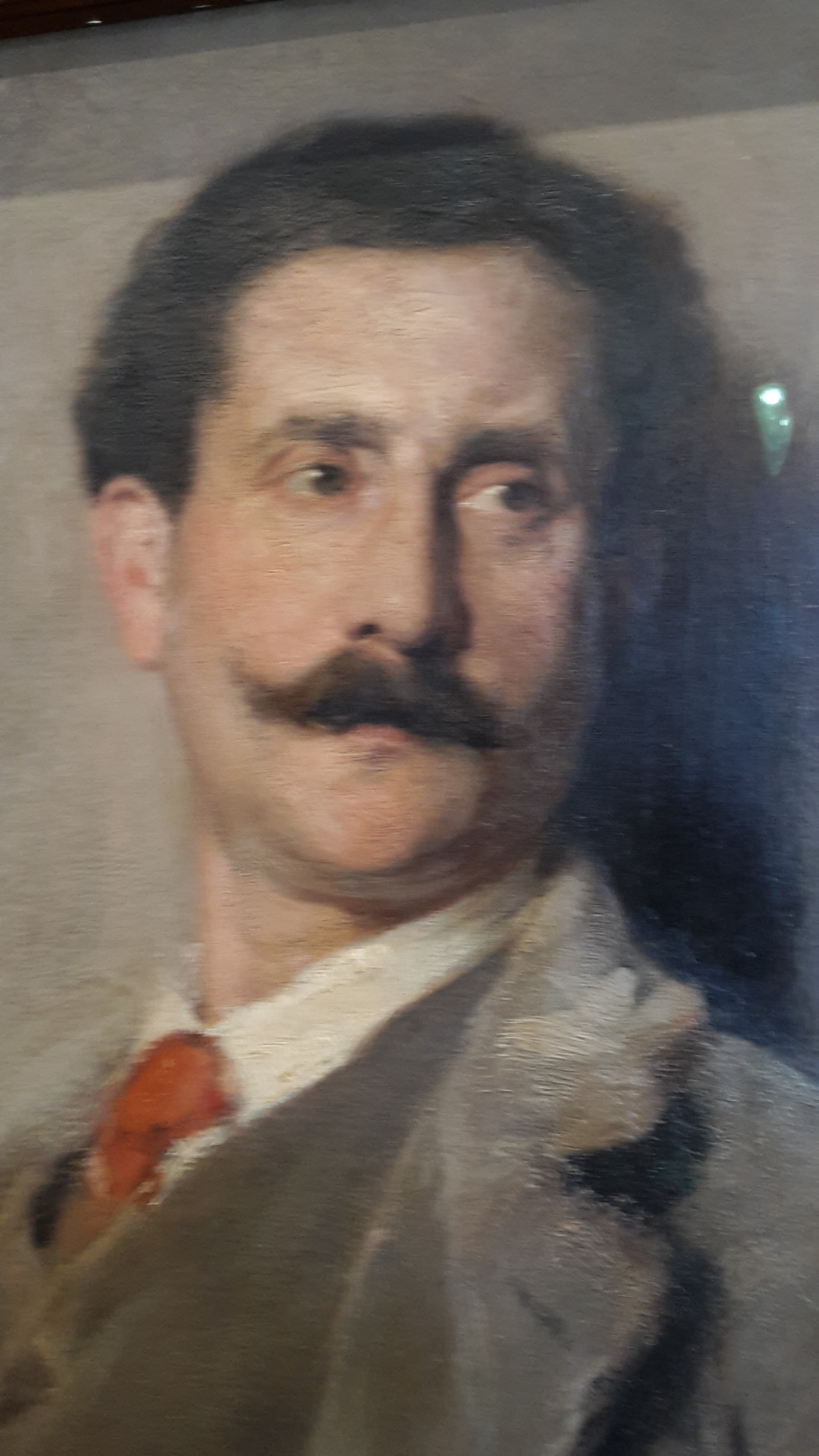
Philippe Wolfers in 1907

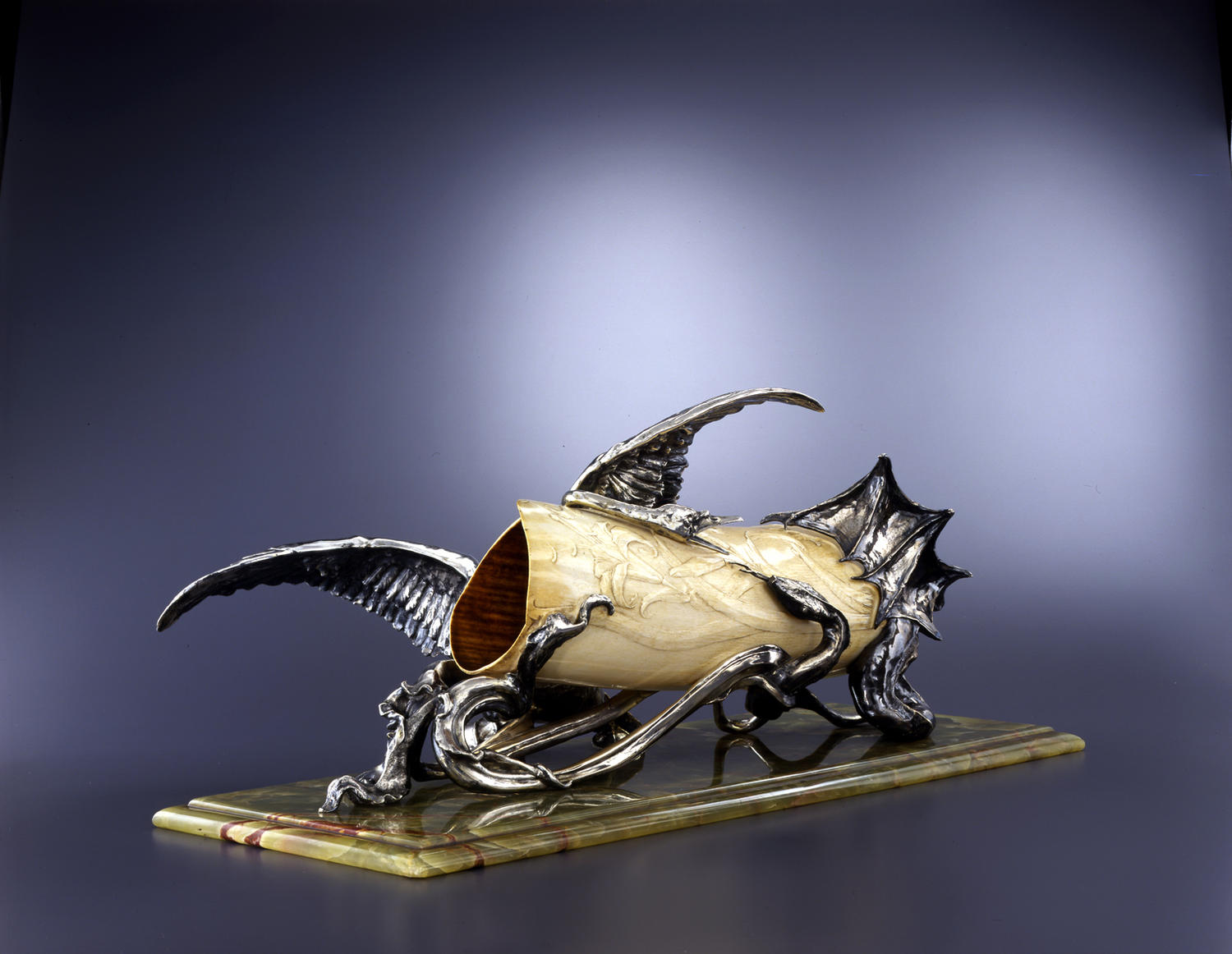
Beschaving en Barbarij (1897), Koninklijke Musea voor Kunst en Geschiedenis

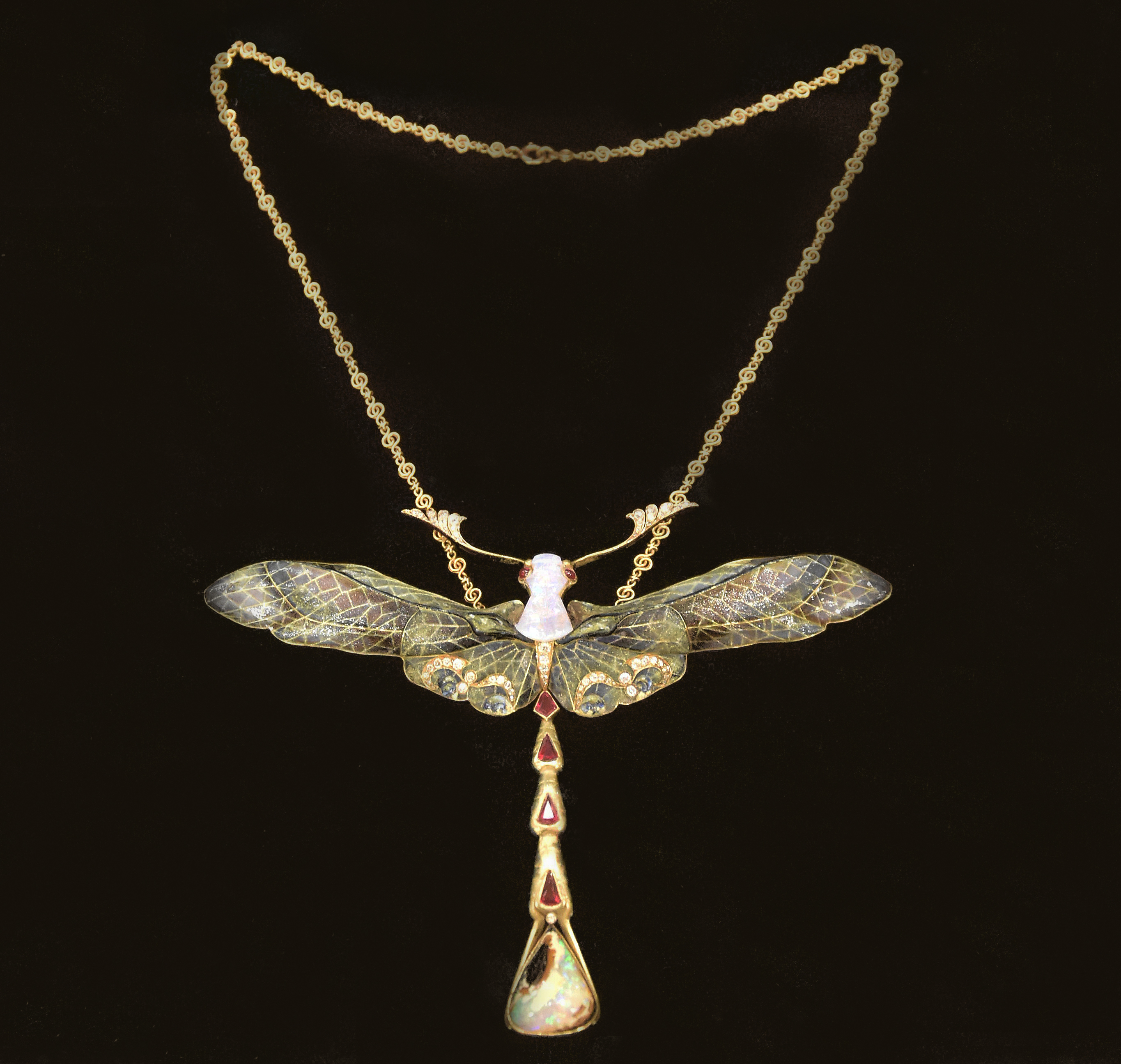
Libelle (1902) hanger en broche uit email, goud, robijn, opaal en briljant; ontwerp Philippe Wolfers

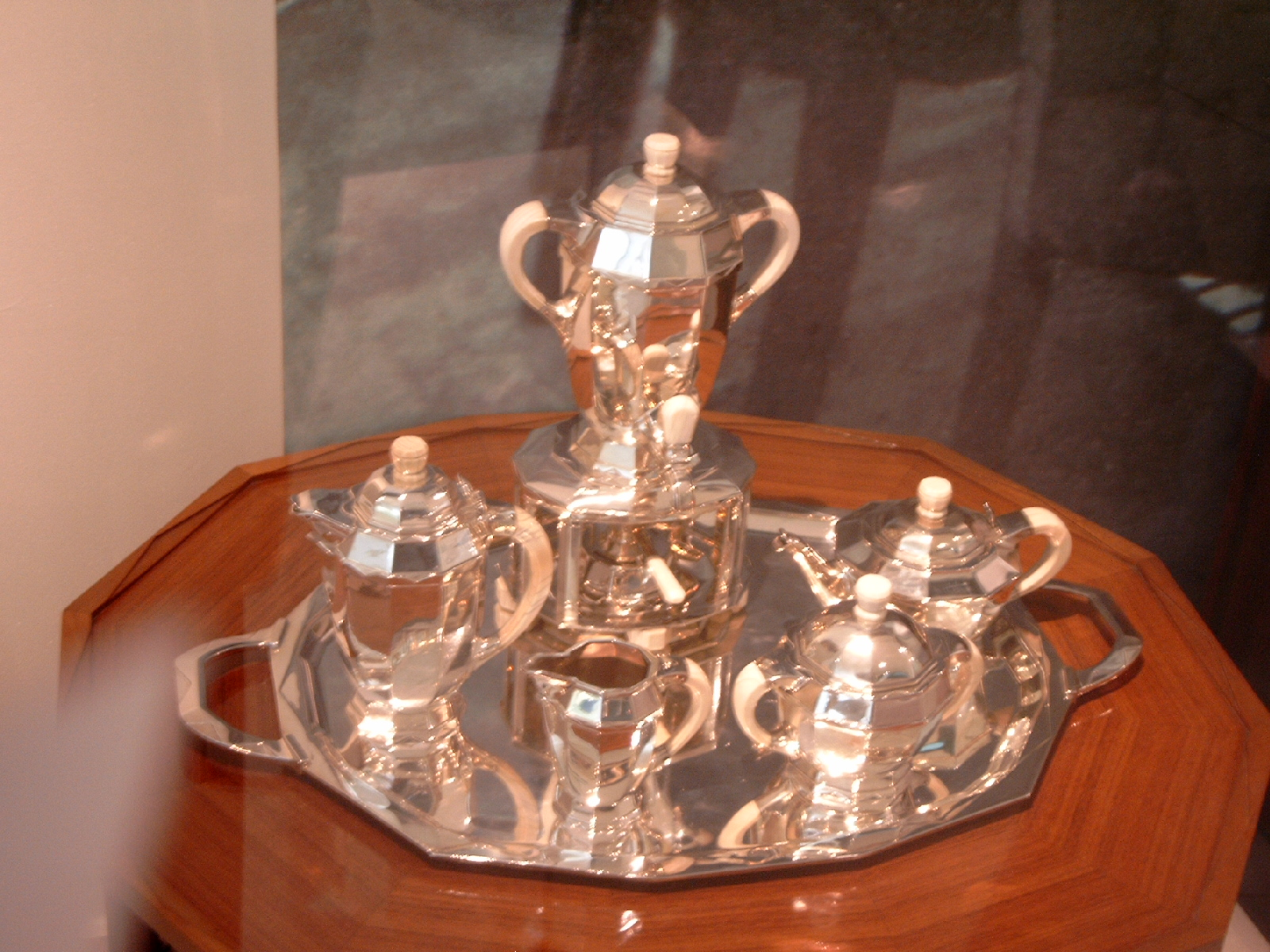
Thee- en koffieservies "Gioconda" (1925), zilver en ivoor

Philippe Wolfers (Brussel, 16 april 1858 – aldaar, 13 december 1929) was een Belgisch edelsmid, bekend van zijn geraffineerde art-nouveaujuwelen, nu gekend als de collectie Philippe en Marcel Wolfers.

## Levensloop
Philippe oefende zich in de beeldhouwkunst bij Louis François Lefebvre en Isidore De Rudder en aan de Koninklijke Academie voor Schone Kunsten vooraleer hij ging werken in het edelsmidatelier van zijn vader Louis Wolfers (1820-1892), dat in 1812 was gesticht. Vandaar dat men spreekt van de "Dynastie Wolfers", Meesters in zilver. Philippe onderneemt vele studiereizen door Europa, bezoekt de grote wereldtentoonstellingen van Wenen (1873) tot Parijs (1889) en komt onder de indruk van de Japanse cultuur, die toen in Europa toonaangevend werd.

## Philippe Wolfers en de art nouveau
Rond 1900 was Philippe uitgegroeid tot een gedegen ambachtsman en vindingrijk ontwerper van juwelen en gebruiksvoorwerpen uitgewerkt in de eenheidsstijl, de art nouveau van die periode. In 1892 neemt hij het familiebedrijf over en ontwerpt hij juwelen, edelsmeedkunst en glazen vazen. 
Wolfers is in artistiek en technisch opzicht beïnvloed door René Lalique. In zijn juwelen worden goud, edelstenen, ivoor, parels, glazuur zo gecombineerd dat zij hun precieuze zuiverheid van veredelde materie verliezen. In de gebruiksvoorwerpen zoals spelden, gespen en kammen zijn vaak planten- en diermotieven (waterjuffer, krab, vogels) verwerkt. De juwelen van Wolfers, met een amalgaam van materialen, stralen een zelden geziene lichtheid en schittering uit. Zij getuigen van de kortstondig maar hevig bloeiende art-nouveaustijl met haar bekende symboliek van natuurvormen en de poëtische verering voor de vrouw in haar status van ontvoogde muze. 
In de Koninklijke Musea voor Kunst en Geschiedenis in het Jubelpark zijn in een zaal de toonkasten van de ondertussen gesloopte winkel Wolfers Frères naar een ontwerp van Horta gereconstrueerd. Het werk "De Zwanenstreling" van Philippe Wolfers, een sculptuur van edelmetaal en ivoor is er tentoongesteld.
In de jaren twintig van de 20ste eeuw ontwierp hij in art-decostijl. Zijn ontwerp voor een thee- en koffieservies "Gioconda" (1925) uit zilver en ivoor was spraakmakend. Ook de armband Chauve-Souris et Pavots is van zijn hand. Philippe Wolfers overleed in 1929.
In 2005 werd de nalatenschap van Philippe en Marcel Wolfers verworven door de Koning Boudewijnstichting door middel van zijn Erfgoedfonds. De nalatenschap werd in bruikleen toevertrouwd aan de Koninklijke Musea voor Kunst en Geschiedenis, Brussel.

## Werk in openbare collecties (selectie)
- Koninklijke Musea voor Kunst en Geschiedenis, Brussel
- Rijksmuseum Amsterdam[2]

## Tentoonstellingen (selectie)
- 1972 - Sieraad 1900-1972, De Zonnehof, Amersfoort

## Oeuvre

Pompoenbloemen (1897)
Chimaera (1898)
Zwaan en slangen (1899-1900)